# Sachsenhagen
Sachsenhagen är en stad i Landkreis Schaumburg i förbundslandet Niedersachsen i Tyskland.
Staden ingår i kommunalförbundet Samtgemeinde Sachsenhagen tillsammans med ytterligare tre kommuner.